# Ophiobrachion uncinatus
Ophiobrachion uncinatus är en ormstjärneart som beskrevs av George Richard Lyman 1883. Ophiobrachion uncinatus ingår i släktet Ophiobrachion och familjen skinnormstjärnor. Inga underarter finns listade i Catalogue of Life.